# Nowa Demokratyczna Partia Serbii

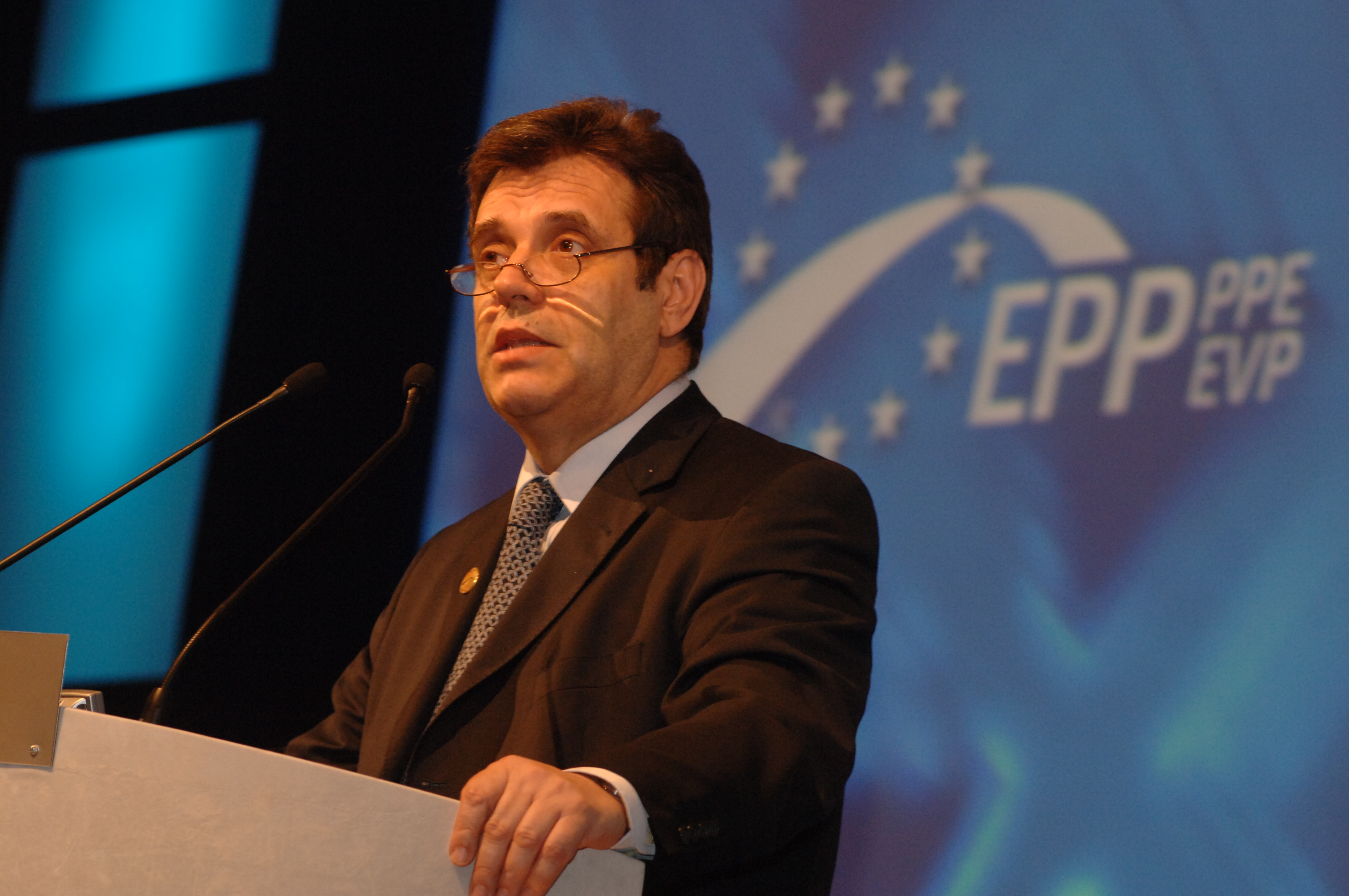
Vojislav Koštunica

Nowa Demokratyczna Partia Serbii (serb. Nova Demokratska stranka Srbije / Нова демократска странка Србије, НДCC / NDSS) – serbska partia polityczna o profilu narodowo-konserwatywnym oraz chrześcijańsko-demokratycznym. Do 2022 działała pod nazwą Demokratyczna Partia Serbii (serb. Demokratska stranka Srbije / Демократска странка Србије, ДCC / DSS).

## Historia
Demokratyczna Partia Serbii powstała 26 lipca 1992. Założyła ją grupa prawicowych działaczy Partii Demokratycznej pod przywództwem Vojislava Koštunicy, która dążyła do zawarcia porozumienia z innymi umiarkowanie nacjonalistycznymi ugrupowaniami (w tym Serbskim Ruchem Odnowy). DSS weszła do opozycyjnej wobec Slobodana Miloševicia koalicji DEPOS, w 1992 uzyskała z jej ramienia 18 miejsc w Zgromadzeniu Narodowym. W kolejnych wyborach z 1993 startowała do parlamentu Serbii samodzielnie, wprowadzając 7 posłów. W 1996 brała udział w tworzeniu opozycyjnej koalicji Razem, wspierała protesty przeciwko nadużyciom wyborczym, później ponownie działała samodzielnie, w 1997 przyłączyła się do bojkotu wyborów parlamentarnych.
W 2000 Demokratyczna Partia Serbii przystąpiła do Demokratycznej Opozycji Serbii. Jej lider z ramienia DOS zwyciężył w wyborach na urząd prezydenta federalnego Jugosławii, pokonując Slobodana Miloševicia. Kontrolowana przez władze komisja wyborcza odmówiła uznania tych wyników. Wywołało to masowe wielotysięczne protesty w całym kraju, w trakcie których 5 października 2000 doszło do zajęcia instytucji rządowych. Ostatecznie 7 października tegoż roku Vojislav Koštunica objął urząd prezydenta Jugosławii.
W wyborach parlamentarnych z 23 grudnia 2000 koalicja DOS zdobyła 176 na 250 miejsc w parlamencie, z czego około 45 przypadło DSS. Jej przedstawiciel stanął na czele parlamentu, partia objęła także teki ministerialne w nowym rządzie Zorana Đinđicia, który powstał w styczniu 2001. Już w sierpniu tego samego roku Demokratyczna Partia Serbii wyszła z koalicji, protestując przeciwko wydaniu ekstradycji Slobodana Miloševicia. W 2002 jej przywódca dwukrotnie kandydował na urząd prezydenta Serbii, uzyskiwał w nich najwięcej głosów, jednak wybory te okazały się nieważne z uwagi na zbyt niską frekwencję. W wyborach w 2003 DSS uzyskała 53 mandaty. Vojislav Koštunica został wybrany w marcu 2004 na nowego premiera, stając na czele koalicji z Nową Serbią, Serbskim Ruchem Odnowy i G17 Plus. W wyborach w 2007 przeprowadzonych po wyjściu tej ostatniej partii z rządu lista wyborcza DSS-NS uzyskała 46 mandatów. W maju 2007 przywódca ugrupowania po raz drugi objął urząd premiera, koalicjantami zostały Partia Demokratyczna i G17 Plus.
Rząd rozpadł się o deklaracji niepodległości Kosowa z lutego 2008. Doprowadziło to do przedterminowych wyborów, w których DSS zdobyła 21 mandatów, przechodząc do opozycji. Pozostała w opozycji również po wyborach w 2012, w których samodzielnie wywalczyła 21 miejsc w parlamencie. Również w 2012 partia wystąpiła z Europejskiej Partii Ludowej, w której posiadała status obserwatora.
W wyborach w 2014 DSS nie przekroczyła wyborczego progu i znalazła się poza parlamentem. W konsekwencji po blisko 22 latach kierowania partią z funkcji jej przewodniczącego zrezygnował Vojislav Koštunica, którego czasowo zastąpił Aleksandar Popović. Jeszcze w tym samym roku doszło do kolejnej zmiany przewodniczącego – na czele ugrupowania stanęła Sanda Rašković Ivić. W następnych miesiącach z DSS odeszła grupa jej długoletnich polityków, m.in. Vojislav Koštunica, Nenad Popović i Andreja Mladenović.
W 2015 DSS podpisała porozumienie z prawicowym ugrupowaniem Dveri. W wyborach w 2016 wspólna lista wyborcza wprowadziła 13 posłów do Skupsztiny. W sierpniu tegoż roku Sanda Rašković Ivić ustąpiła z funkcji przewodniczącej DSS, kierownictwo partii czasowo przejął Dragan Maršićanin, a następnie Miloš Jovanović, którego w maju 2017 wybrano na nowego przewodniczącego. W 2020 DSS nie przekroczyła wyborczego progu. Przed wyborami w 2022 wraz ze środowiskami monarchistów współtworzyła koalicję NADA, która w głosowaniu uzyskała 5,5% głosów i 15 mandatów w parlamencie. W maju 2022 ugrupowanie przyjęło nazwę Nowa Demokratyczna Partia Serbii. W wyborach w 2023 NDSS ponownie startowała w ramach koalicji NADA, która dostała 5% głosów (13 mandatów).

## Wybory do Zgromadzenia Narodowego
- 1992 – 17,9% głosów i 18 mandatów w ramach koalicji DEPOS
- 1993 – 5,1% głosów i 7 mandatów
- 1997 – bojkot wyborów
- 2000 – 64,1% głosów i 45 mandatów w ramach koalicji DOS
- 2003 – 17,7% głosów i 48 mandatów
- 2007 – 16,5% głosów i 33 mandaty w ramach koalicji z NS
- 2008 – 11,6% głosów i 21 mandatów w ramach koalicji z NS
- 2012 – 7,0% głosów i 21 mandatów
- 2014 – 4,2% głosów i 0 mandatów
- 2016 – 5,0% głosów i 6 mandatów w ramach koalicji z Dveri
- 2020 – 2,2% głosów i 0 mandatów w ramach koalicji Metla 2020[11]
- 2022 – 5,5% głosów i 8 mandatów w ramach koalicji NADA[13]
- 2023 – 5,0% głosów i 8 mandatów w ramach koalicji NADA[15][16][17]